# Missió de Ruli
La Missió de Ruli fou fundada el 7 d'octubre de 1969 per les germanes dominiques de l'anunciata. La situaren al capdamunt d'un pujol on hi ha el poble que dona nom a la missió. Al principi es dedicaren a les tasques pastorals i sanitàries (que per llavors eren inexistents), però amb el pas del temps i la consolidació de la missió han arribat a generar el principal focus d'activitat de la regió.

## Hospital
L'hospital ha estat considerat segons el recompte del 2009 com el millor del país segons el Ministeri de Sanitat ruandès, i compta amb personal mèdic especialitzat que s'encarrega de seccions que van des de la lluita contra la sida fins a la realització d'operacions passant pel servei d'un centre maternal on hostatjar dones embarassades. El projecte d'ordenació inicial el dugué a terme l'arquitecte Max Schöltz, encara que actualment continua ampliant-se a mesura que va rebent donacions d'ONG, empreses i fundacions.
L'hospital dona servei a una població que varia entre 100.000 i 200.000 habitants, per bé que sovint, per les situacions físiques, és realment molt difícil arribar fins on hi ha demanda mèdica.
Quant a la seva estructura urbanística, consisteix en diferents pavellons units mitjançant un conjunt de pèrgoles que permeten desplaçar-se per tot l'hospital sense mullar-se. Els visitants catalans podrien comparar-lo molt fàcilment amb l'Hospital de Sant Pau. Els malalts es col·loquen, en general, en habitacions comunes agrupats segons malalties. Tot i així els nous edificis estan procurant augmentar el nombre d'habitacions i reduir el nombre de pacients en cadascuna.
Actualment l'hospital compta també amb una escola universitària d'infermeria, amb professors que molts cops treballen en el mateix centre.
El seu personal inclou al voltant de 200 treballadors (quatre d'ells metges), i es visiten uns 200 usuaris diàris en consulta externa.
Com que la Sanitat ruandesa no és universal s'ha creat un sistema de Mútua que oscil·la entre 1,5 euros i 2 euros anuals en els quals l'usuari té dret a un gran nombre de prestacions hospitalàries. Tot i el baix preu de la mútua, a causa de la pobresa extrema de la regió les ONG i les germanes dominiques porten a terme programes de recollida de fons per finançar les famílies més pobres.

## Orfenat
L'orfenat de Ruli dona cobertura a tots els infants abandonats. A banda de les necessitats bàsiques vitals cobreix l'educació escolar i a ser possible també universitaria.
L'orfennat a part de cuidar els nens també disposa d'aules on s'imparteixen classes als pares sobre planificació familiar i salut.

## Tallers
Les germanes dominiques han iniciat diferents tallers per tal de donar feina al màxim possible de població. Actualment ja disposen d'un taller de confecció, un forn i un taller de postals. Aquest últim ha tingut un gran èxit i ven les seves postals fetes amb l'escorça del plaraner a tot el món. Els seus dissenys es poden visitar a través de la pàgina web de les dominiques de l'anunciata.
Els dineres que es recullen a través de la venda de postals es reparteixen entre els treballadors.

## Escola rural
A l'escola es prepara a joves adolescents en: cultura general (fins i tot alfabetització si cal), cuina, costura, agricultura, ramaderia, ...